# 法蘭索瓦·德·蒙龐西耶
法蘭索瓦·德·蒙龐西耶（法語：François de Montpensier，1542年—1592年），蒙龐西耶公爵，路易三世·德·蒙龐西耶之子。屬於波旁王朝的蒙龐西耶系。他的妹妹是波旁-蒙龐西耶的夏洛特，荷蘭國父「沉默者」威廉一世的第三任妻子。

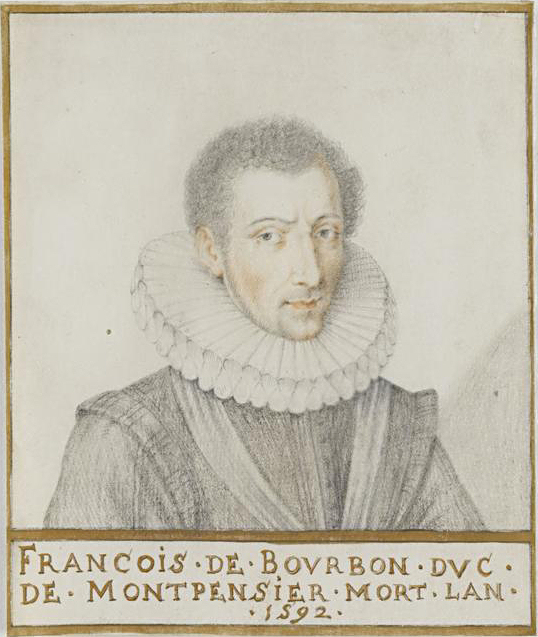
法蘭索瓦·德·蒙龐西耶

1566年他娶芮內·安茹-梅濟耶爾（Renée d'Anjou-Mézières），他們只有一個兒子亨利·德·蒙龐西耶。